# Caspar von Corswant
Caspar von Corswant, geadelt 1698 (* 20. August 1634 in Miltzow; † 21. August 1708), war brandenburgisch-preußischer Regierungs- und Hofgerichtsrat in Hinterpommern.

## Leben
Caspar Corswant, Sohn eines Greifswalder Ratsherrn, studierte in Wittenberg, Greifswald, Tübingen und zuletzt in Frankfurt (Oder), wo er 1662 zum Dr. iur. promoviert wurde. Er wurde 1663 Stadtsyndikus in Greifswald und 1672 in Stettin, damals noch in Schwedisch-Pommern. Nach dem Übergang Stettins an Brandenburg wurde er 1679 zum kurfürstlich-brandenburgischen Regierungs- und Hofgerichtsrat in Hinterpommern ernannt.
1698 wurde er zusammen mit seinem Bruder Christoph, Bürgermeister in Greifswald, von Kaiser Leopold I. in den erblichen Adelsstand erhoben.
1707 nahm er aus gesundheitlichen Gründen seinen Abschied und starb im folgenden Jahr.